# Takayuki Fukumura
Takayuki Fukumura (japanisch 福村 貴幸 Fukumura Takayuki; * 22. Dezember 1991 in Hirakata) ist ein japanischer Fußballspieler.

## Karriere
Fukumura erlernte das Fußballspielen in der Schulmannschaft der Osaka Toin High School. Seinen ersten Vertrag unterschrieb er 2010 bei Kyoto Sanga FC. Der Verein spielte in der höchsten Liga des Landes, der J1 League. Am Ende der Saison 201 stieg der Verein in die J2 League ab. Für den Verein absolvierte er 115 Ligaspiele. Im März 2015 wechselte er zum Erstligisten Shimizu S-Pulse. Am Ende der Saison 2015 stieg der Verein in die J2 League ab. Für den Verein absolvierte er 27 Ligaspiele. 2017 wechselte er zum Ligakonkurrenten FC Gifu. Für den Verein absolvierte er 73 Ligaspiele. 2019 wechselte er zum Drittligisten Gainare Tottori. Für den Verein absolvierte er 32 Ligaspiele. 2020 wechselte er für zwei Jahre zum Zweitligisten Tokyo Verdy. Für Verdy absolvierte er 67 Zweitligaspiele. Im Januar 2022 unterschrieb er einen Vertrag beim ebenfalls in der zweiten Liga spielenden FC Ryūkyū. Am Ende der Saison 2022 belegte Ryūkyū den vorletzten Tabellenplatz und musste in die dritte Liga absteigen.

## Erfolge
Kyoto Sanga FC
- Japanischer Pokalfinalist: 2011